# Roxane Mesquida
Pour les articles homonymes, voir Mesquida.
Roxane Mesquida, née le 1er octobre 1981 à Marseille, est une actrice franco-américaine,,.

## Biographie

### Jeunesse et révélation (années 1990-2000)
Roxane Mesquida passe son enfance au Pradet, dans le Var. Elle prend ses premiers cours de théâtre au lycée du Coudon à La Garde.
Roxane Mesquida est repérée par l'agence Elite Model Management à l'âge de 14 ans et travaille comme mannequin depuis[réf. nécessaire]. Elle est depuis représentée dans le monde entier par l'agence IMG Models.
Au fil des années, elle travaillera avec de nombreux photographes reconnus tels que Karl Lagerfeld, Ellen von Unwerth pour Vogue Russie, Corinne Day pour Vogue France, elle est en couverture de Vogue Italia photographiée par Paolo Roversi, en couverture du Playboy France…
Elle apparaîtra aussi dans des vidéos d'art pour Opening Ceremony ou encore CoSTUME NATIONAL.
Elle sera aussi la muse du créateur de chaussures de luxe Jérôme C. Rousseau.
À l'âge de treize ans, alors qu'elle se promène avec sa mère sur une piste cyclable, elle est repérée par le réalisateur Manuel Pradal, en pleine audition pour son film Marie Baie des Anges. Roxane Mesquida fait ainsi ses premiers pas dans le cinéma ; le film est nommé au Festival international du film de Rotterdam 1998.
La même année, elle donne la réplique à Isabelle Huppert dans L'École de la chair, réalisé par Benoît Jacquot et sélectionné pour la Palme d'or au Festival de Cannes 1998.
Roxane Mesquida devient connue du grand public quelques années plus tard pour ses collaborations avec la réalisatrice Catherine Breillat. Elles travaillent ensemble sur À ma sœur !, en compétition au Festival international du film de Berlin 2001 ; Sex Is Comedy en ouverture de la Quinzaine des réalisateurs au Festival de Cannes 2002 ; puis sur Une vieille maîtresse, avec Asia Argento, en compétition au Festival de Cannes 2007.
En 2006, l'actrice apparaît aux côtés de Vincent Cassel dans Sheitan, de Kim Chapiron. Le film est sélectionné dans plusieurs festivals à travers le monde, dont le Festival international du film de Toronto, le Festival du film de Melbourne ou encore le Festival du film de TriBeCa à New York. La même année, elle s'essaie à un registre comique en jouant dans le téléfilm Mentir un peu.

### Expérience américaine (années 2010)

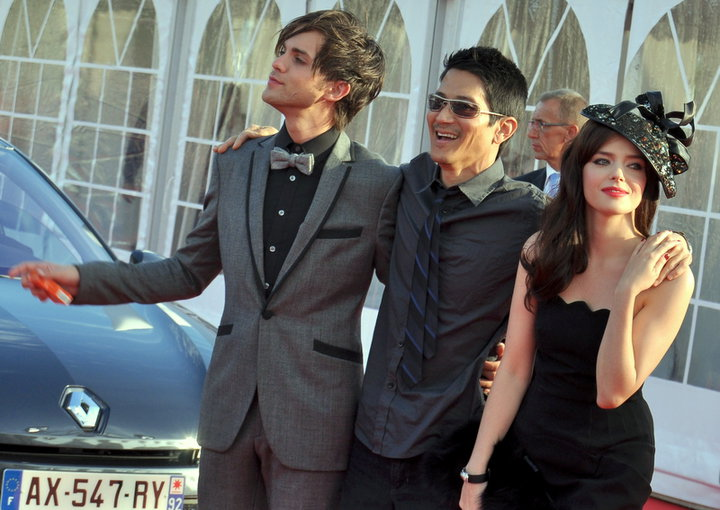
Aux côtés de l'acteur Thomas Dekker et du cinéaste Gregg Araki, lors de la présentation de Kaboom au festival du cinéma américain de Deauville 2010.

La jeune actrice de 25 ans décide de tenter sa chance aux États-Unis. Parfaitement bilingue en anglais, elle passe plusieurs mois à New York, où elle suit les cours de théâtre du Barrow Group avec Anne Hathaway, avant de partir s'installer définitivement à Los Angeles.
Elle tourne alors deux films indépendants remarqués par la critique : Kaboom, du réalisateur Gregg Araki, ainsi que Rubber de Quentin Dupieux, a.k.a. Mr. Oizo. Les deux films sont présentés au Festival de Cannes 2010, où Kaboom remporte la première Queer Palm de l'histoire.
La jeune femme apparaît également dans le clip de Buck 65, Paper Airplane, et dans celui de Gruff Rhys, Shark Ridden Waters.
Sur un versant plus grand public, elle décroche ensuite le rôle de Béatrice, la sœur de Louis Grimaldi dans la série télévisée pour adolescents Gossip Girl. Elle tourne trois épisodes diffusés entre 2011 et 2012.
Côté cinéma, elle tient le premier rôle féminin du drame indépendant The Most Fun You Can Have Dying de Kirstin Marcon, et fait partie du casting international du film Kiss of the Damned d'Alexandra Cassavetes (la fille de John Cassavetes).
En 2012, elle rejoint le casting de la seconde saison de la série d'espionnage XIII : La Série. Elle incarne le nouveau personnage de Betty Barnowsky. La série est cette fois arrêtée, à la suite de critiques toujours aussi mauvaises.
L'actrice continue à apparaître dans des projets de Quentin Dupieux, mais revient en France pour un projet plus exposé : en 2014, elle tourne la comédie dramatique Nos futurs, sous la direction de Rémi Bezançon. Le film est un succès critique.
Elle retourne alors au cinéma indépendant : le drame Malgré la nuit (2016), de Philippe Grandrieux, la romance Mercury in Retrograde (2017), de Michael Glover Smith, le thriller Burning Shadow (2018), réalisé par le français Alexandre Nahon ; elle joue aussi les Françaises perdues à New York pour porter Homesick du jeune réalisateur Frédéric Da.
La même année, elle retrouve Gregg Araki pour intégrer le casting de sa série Now Apocalypse. Elle y a notamment pour partenaires Jacob Artist et Tyler Posey.
En 2016, elle acquiert la nationalité américaine, afin selon elle de pouvoir participer à l'élection présidentielle américaine de cette année.

### Vie personnelle
À la suite de sa collaboration avec Quentin Dupieux, alias Mr. Oizo, et Gaspard Augé du duo electro Justice sur le tournage de Rubber, Roxane Mesquida se lance dans une activité de DJ avec son compagnon, le rappeur américain MDNA.
Roxane Mesquida réside dans l’ancienne demeure de Charlie Chaplin à West Hollywood.
Elle coécrit un livre avec sa mère, l’écrivaine Françoise Mesquida, intitulé Mémoires de fœtus.

## Filmographie

### Cinéma

#### Longs métrages
- 1997 : Marie Baie des Anges de Manuel Pradal : Mireille
- 1998 : L'École de la chair de Benoît Jacquot : Marine
- 2001 : À ma sœur ! de Catherine Breillat : Elena Pingot
- 2002 : Sex Is Comedy de Catherine Breillat : l'actrice
- 2002 : Sexes très opposés d'Éric Assous : Hélène
- 2004 : Le Grand Voyage d'Ismaël Ferroukhi : Lisa (photo et voix)
- 2006 : Sheitan de Kim Chapiron : Ève
- 2007 : Une vieille maîtresse de Catherine Breillat : Hermangarde
- 2009 : La Dérive de Philippe Terrier-Hermann : la soeur d'Antonin
- 2010 : Rubber de Quentin Dupieux : Sheila
- 2010 : Kaboom de Gregg Araki : Lorelei
- 2010 : Dans ta bouche de Laetitia Masson : la fille de Los Angeles
- 2010 : Sennentuntschi de Michael Steiner : Sennentuntschi
- 2012 : The Most Fun You Can Have Dying de Kirstin Marcon : Sylvie
- 2013 : Kiss of the Damned d'Alexandra Cassavetes : Mimi
- 2013 : Wrong Cops de Quentin Dupieux : la fille invitée spéciale
- 2014 : Mal du pays de Valeria Sarmiento : Roxane
- 2014 : Réalité de Quentin Dupieux : Hôtesse à la cérémonie des prix
- 2015 : Nos futurs de Rémi Bezançon : Virginie
- 2016 : Malgré la nuit de Philippe Grandrieux : Lena
- 2016 : Afrikacorse de Gérard Guerrieri
- 2017 : Mercury in Retrograde de Michael Glover Smith : Isabelle
- 2018 : Burning Shadow d'Alexandre Nahon : Summer
- 2019 : Play or Die de Jacques Kluger : Chloé
- 2020 : Garçon chiffon de Nicolas Maury
- 2022 : Méduse de Sophie Lévy : Romane
- 2024 : Fotogenico de Marcia Romano et Benoît Sabatier : Lala
- 2025 : I Want Your Sex de Gregg Araki : Yvette
- 2025 : Que ma volonté soit faite de Julia Kowalski : Sandra
- 2025 : Vigilante d'Olivier Pairoux

#### Courts et moyens métrages
- 2000 : Gaïa d'Olivier Robinet de Plas : la jeune fille de 14 ans
- 2002 : Âges ingrats de Cyril Gelblat : la jeune fille
- 2010 : Adieu Molitor de Christophe Régin : Jennifer
- 2011 : Quand j'étais gothique de Marcia Romano : Aurore
- 2012 : Wrong Cops ; Chapter 1 de Quentin Dupieux : la fille
- 2012 : The American Tetralogy de Philippe Terrier-Hermann : la mariée torturée
- 2013 : The Doors d'Ayako Fujitani : Liz
- 2013 : Das foto-shoot de Quentin Dupieux : la modèle
- 2016 : Près des falaises, la plage de Franck Saint-Cast : Elisabeth
- 2020 : The Gesture and the Word de Helen Alexis Yonov : Aurore
- 2022 : Musher de Guillaume Moscovitz : Lauren
- 2024 : Toutes les femmes le font de Marina Ziolkowski : Lola
- 2025 : Hallucinaut de Daniel Auber : Béatrice
- 2025 : Le Compost de Jennifer Lumbroso

### Télévision
- 2002 : Les Paradis de Laura d'Olivier Panchot (téléfilm) : Laura
- 2005 : Les Vagues de Frédéric Carpentier (téléfilm) : Célia
- 2006 : Mentir un peu d'Agnès Obadia (téléfilm) : Irène
- 2011-2012 : Gossip Girl (série télévisée), saison 5, 3 épisodes : Béatrice Grimaldi
- 2012 : XIII : La Série (série télévisée) : Betty Barnowsky
- 2019 : Now Apocalypse de Gregg Araki (série télévisée) : Séverine Bordeaux
- 2024: Mademoiselle Holmes (mini-série télévisée) : April Moriarty

#### Documentaire
- 1998 : Homo cinematographicus d'Alberto Veronese : elle-même

#### Clips vidéo
- 2011 : Paper Airplanes de Buck 65 feat Jenn Grant, réalisé par Sophie Lévy : la femme
- 2012 : No Reflection de Marilyn Manson
- 2015 : Everyday d'A$AP Rocky, Rod Stewart, Miguel
- 2017 : Sunken de Scratch Massive
- 2018 : Nite Bites de Faded Away, réalisé par Clément Oberto
- 2018 : Overheat de Teeers, réalisé par Hanna Ladoul et Marco La Via
- 2019 : I See Fire de Naive New Beaters
- 2019 : Numero6 de Scratch Massive
- 2023 : L.A Into the Night de Peter Dallas[15]